# Rock Island State Park (Wisconsin)
Rock Island State Park ist ein 369 Hektar großer State Park in Wisconsin.
Er befindet sich auf der gleichnamigen Insel Rock Island, vor der Nordspitze der Door-Halbinsel gelegen, im Lake Michigan.
Der einzige öffentliche Zugang führt mit der Passagierfähre "Karfi" von Washington Island aus zum State Park.
Es gibt aber auch eine Anlegestelle, welche mit dem eigenen Boot angesteuert werden kann.
Im Winter ist die Insel mit dem Schneemobil oder zu Fuß erreichbar.
Für Besucher ist das Mitbringen von sogenannten „wheeled vehicles“ (Autos, Fahrräder etc.) verboten.
Das steinerne Wikinger-Bootshaus gehört zu den Attraktionen auf der Insel.
Weitere Sehenswürdigkeiten bilden die Werke des Erfinders Chester H. Thordarson, Artefakte der Ureinwohner, sowie das Potawatomi Lighthouse, Wisconsin's ältester Leuchtturm. 
Die Insel ist im Herbst ein beliebtes Ziel für Rotwild-Jäger, sowie im Winter von Schneemobilisten, welche die Insel von der nahen Washington Island aus ansteuern.
Der State Park wird von Tagestouristen frequentiert. Es gibt aber auch Campingmöglichkeiten.